# سالم السنهوري
سالم السنهوري هو سالم بن محمد عز الدين بن محمد ناصر الدين السنهوري فقيه مصري كان مفتي المالكية في عصره ولد (945 هـ/1538 م) بسنهور المدينة، انتقل إلى القاهرة حيث تعلم وتوفي بتاريخ (1015 هـ/1606 م).
- من شيوخه عبد السلام الأسمر،
- من تلامذته أحمد بن عبد الله ابن قاضي، عبد الواحد بن عاشر، غرس الدين الخليلي.

## مؤلفاته
- تيسير الملك الجليل لجمع الشروح وحواشي خليل: وهو حاشية على مختصر الشيخ خليل في تسعة مجلدات.[2]
- فضل ليله النصف من شعبان: رسالة في ليلة النصف من شعبان.[3]